# Conus neptuneus
Conus neptuneus é uma espécie de gastrópode do gênero Conus, pertencente a família Conidae.